# (8698) Bertilpettersson
(8698) Bertilpettersson est un astéroïde de la ceinture principale.

## Description
(8698) Bertilpettersson est un astéroïde de la ceinture principale. Il fut découvert le 19 mars 1993 à La Silla par le programme UESAC. Il présente une orbite caractérisée par un demi-grand axe de 2,85 UA, une excentricité de 0,06 et une inclinaison de 1,6° par rapport à l'écliptique.

## Compléments